# Louis Van Overstraeten

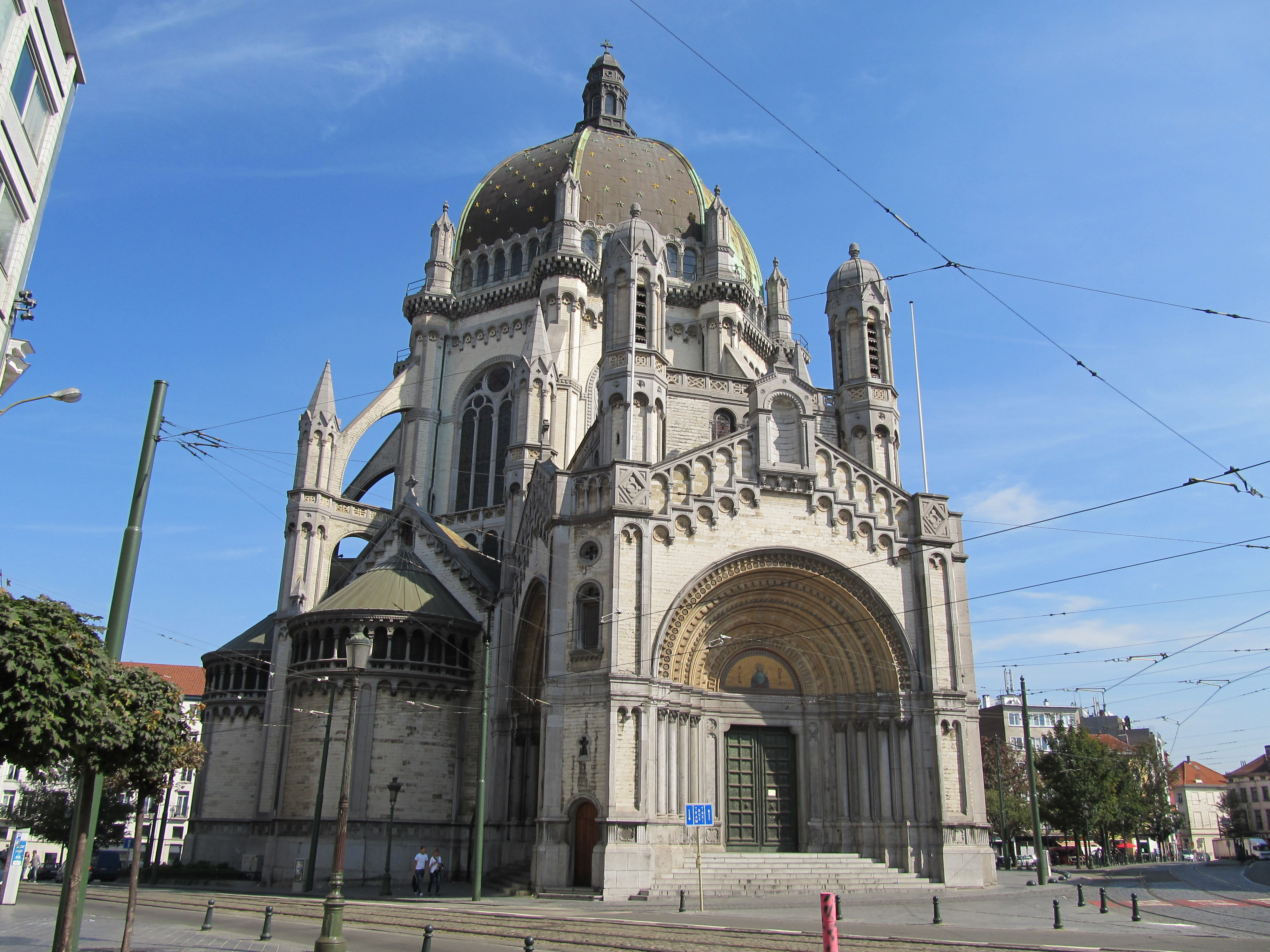
Koninklijke Sint-Mariakerk

Louis Van Overstraeten (Leuven, 17 mei 1818 – Gent, 24 juli 1849) was een Belgisch architect die op jonge leeftijd gestorven is aan cholera.

## Loopbaan
Hij kreeg zijn opleiding van Lodewijk Roelandt – die de Rundbogenstil in België geïntroduceerd had – en op de Koninklijke Academie voor Schone Kunsten van Antwerpen. In 1844 werd hij laureaat van een wedstrijd die de kerkfabriek had uitgeschreven voor een monumentale kerk in Schaarbeek: de Koninklijke Sint-Mariakerk. Zijn eclectische ontwerp maakte optimaal gebruik van het onregelmatige en aflopende terrein. De koepel van de centraalbouw domineert het perspectief vanaf het Warandepark en de klokkentoren is enkel zichtbaar vanaf de andere kant (in de as met de Lakense Onze-Lieve-Vrouwekerk). 
In 1846-47 nam hij deel aan een andere wedstrijd voor de ophoging van de Koningsstraat en de creatie van het Congresplein. Het stadsbestuur had initieel zijn ontwerp uit de 52 inzendingen verkozen, maar door een interventie van Jean-Pierre Cluysenaar liep het na een bitse strijd toch nog spaak. Voor Lokeren ontwierp hij een kerk in de neogotische stijl van Augustus Pugin en George Gilbert Scott. 
Van Overstraeten was gehuwd met Mathilde Roelandt, een dochter van zijn leermeester. Ze hadden een dochter Ludovica. Hij overleed op dertigjarige leeftijd na een korte ziekte. Zijn broer Isidore, een diplomaat, sprak een grafrede uit die nadien in boekvorm verscheen. Zijn graf op het Campo Santo van Sint-Amandsberg is verfraaid met een engelenreliëf van Jozef Geefs, een andere schoonzoon van Roelandt.
Postuum verscheen zijn overzicht van christelijke architectuur. Hij liet ook een picturaal oeuvre na, vooral landschapsschilderijen.

## Werk (selectie)
In zijn korte carrière realiseerde Van Overstraeten de volgende ontwerpen:
- de Onze-Lieve-Vrouw-van-Bijstand-der-Christenenkerk van Sint-Niklaas, in samenwerking met Lodewijk Roelandt (1841-42)
- de Koninklijke Sint-Mariakerk in Schaarbeek, onafgewerkt bij zijn dood (1845-1902)
- de Sint-Willibrorduskerk van Middelkerke (1848)
- de kerk van Lokeren, afgewerkt na zijn overlijden (1849-1853)

Plannen voor een station in Gent en kerken in Kruishoutem en Baarle kregen geen uitvoering.

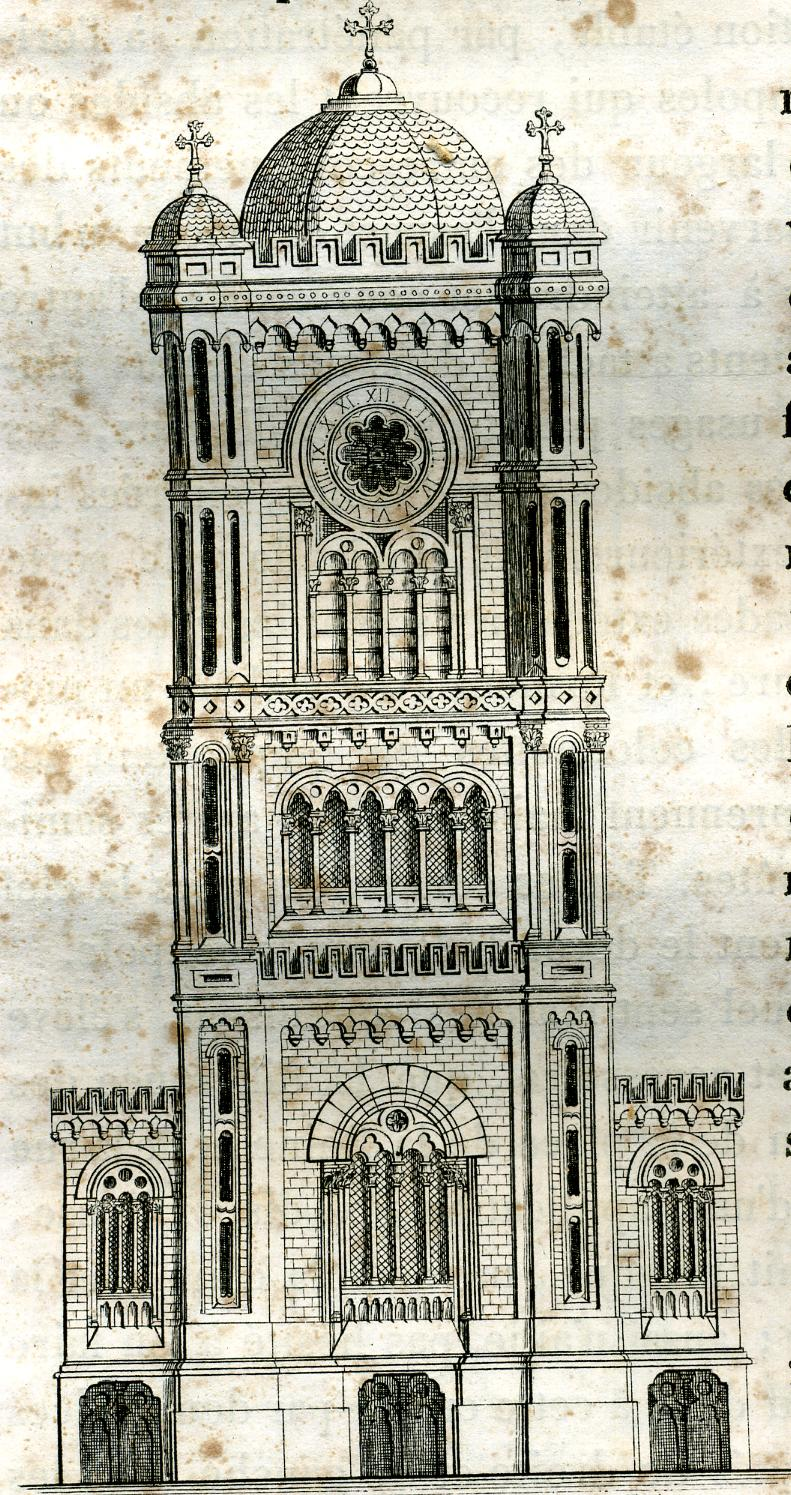
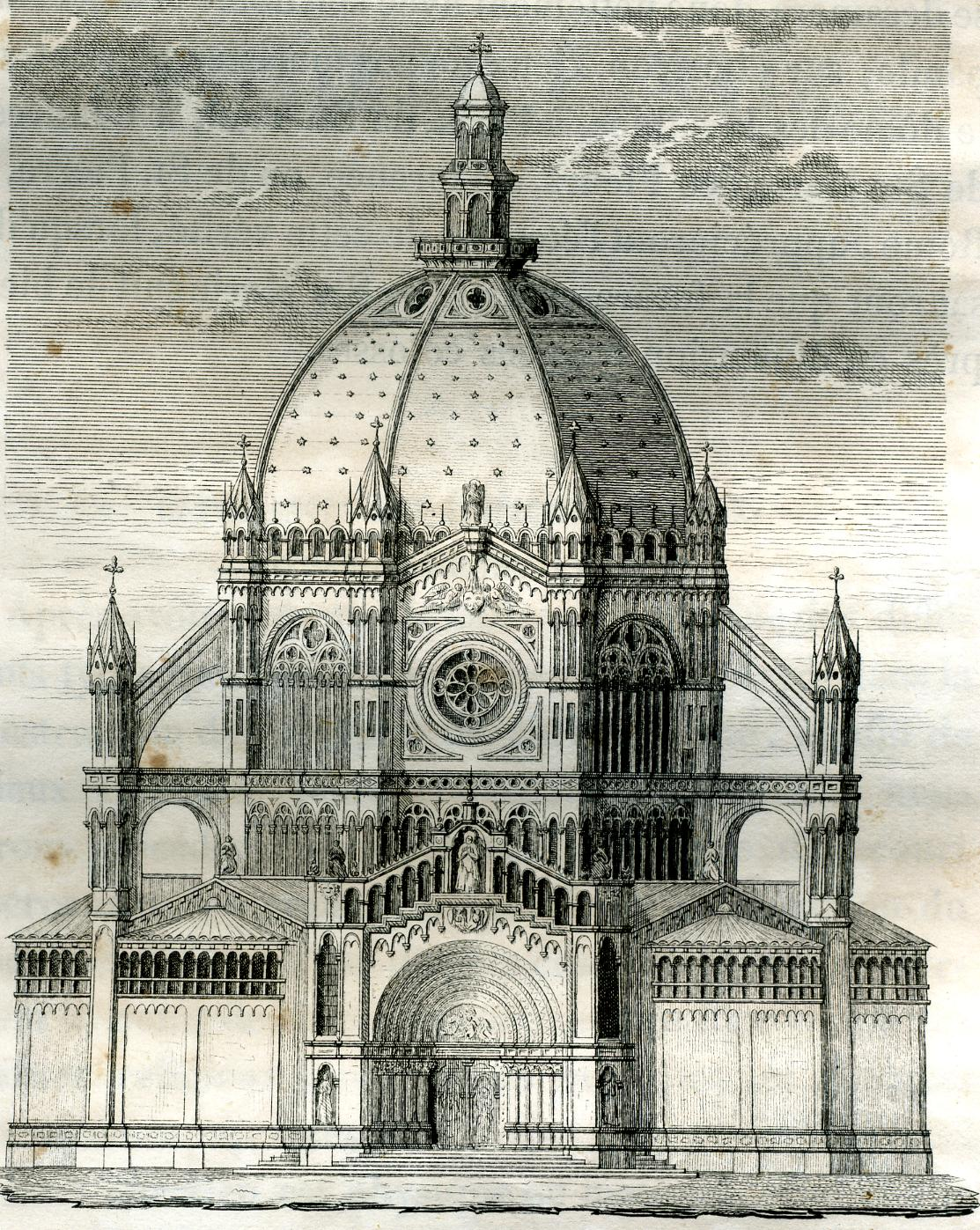
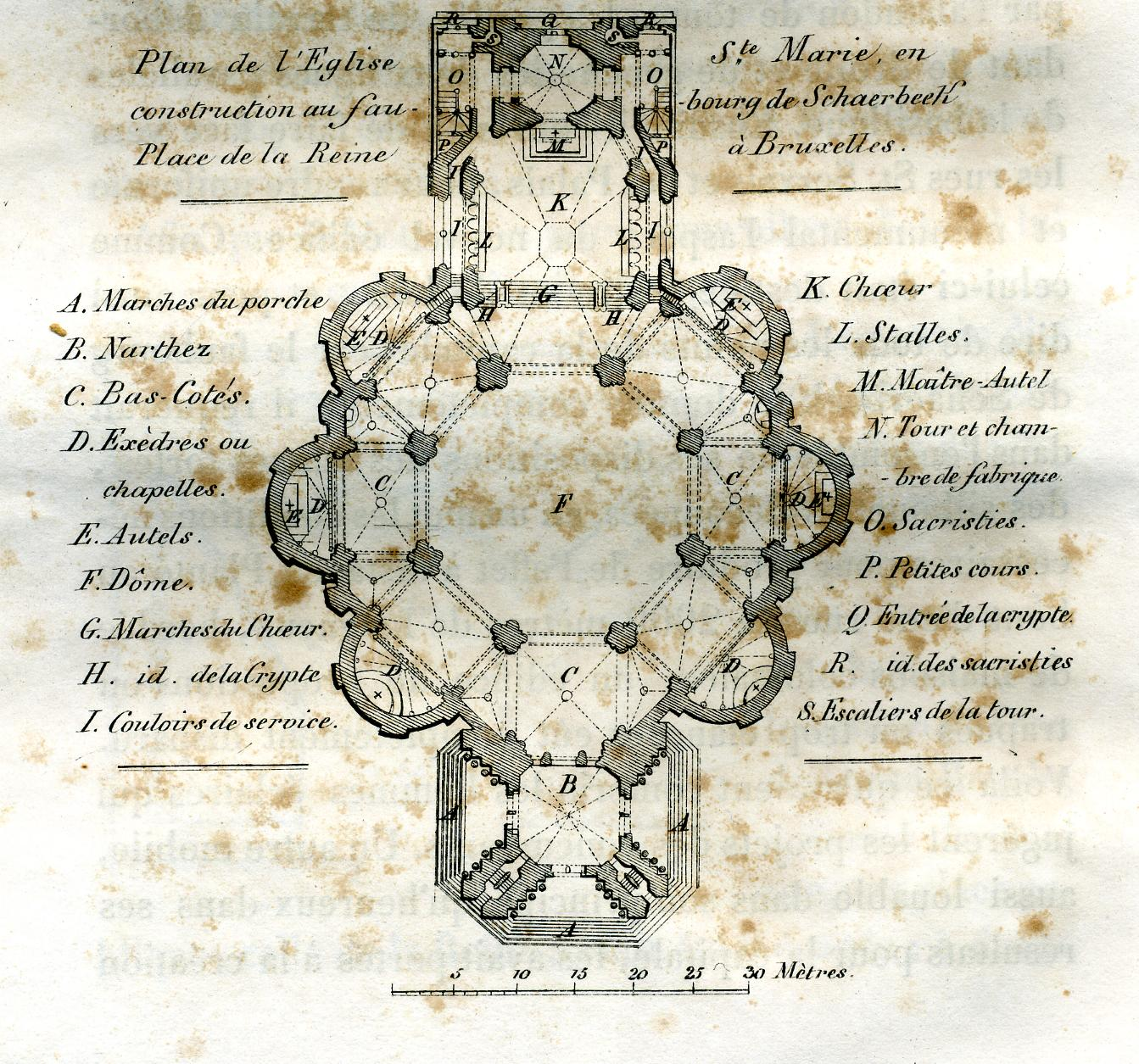
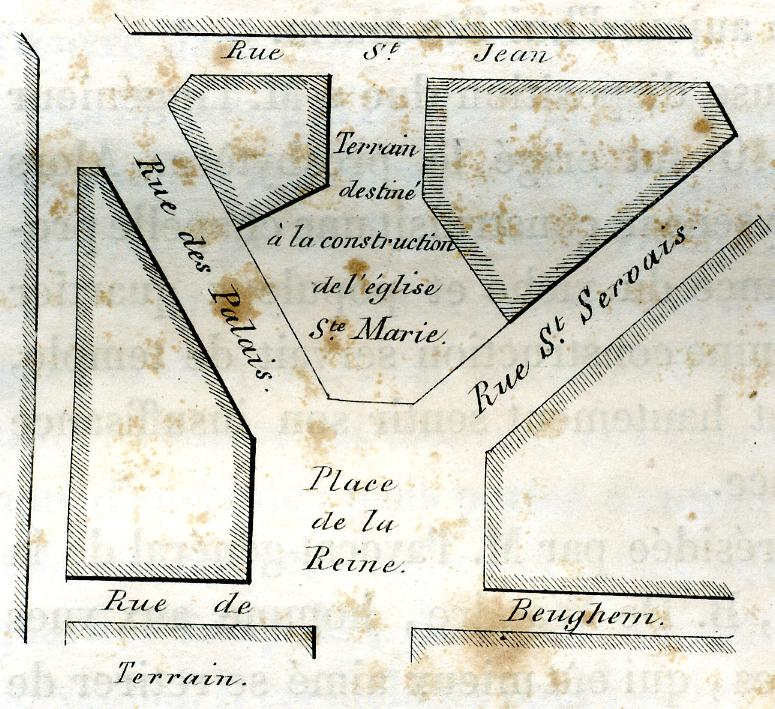
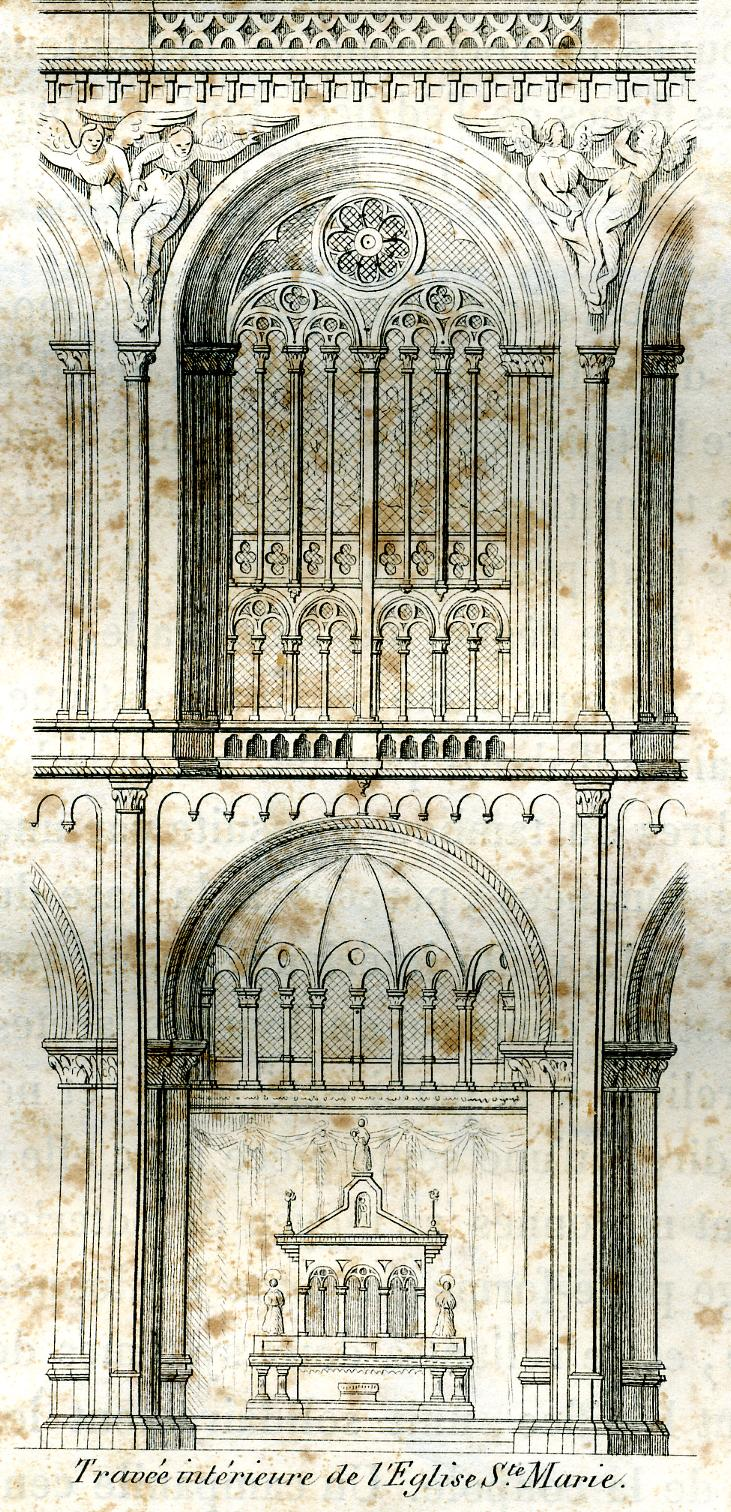

## Publicatie
- Architectonographie des Temples chrétiens, Mechelen, 1850